# 52-es villamos (Budapest)
A budapesti 52-es jelzésű villamos a Határ út és Pesterzsébet, Pacsirtatelep között közlekedik. A vonalat a Budapesti Közlekedési Zrt. üzemelteti. A pesti villamoshálózat egyik rendkívül jellegzetes része a pesterzsébeti nagyhurok, ahol a régi idők szokása szerint az út szélén, pár utcányi távolságban halad a villamosvonal két iránya.

## Története
1913 júliusától 1914 júliusáig közlekedett az első 52-es villamos az Erzsébetfalva – Duna-part – Országház tér – Nagykörút – Erzsébetfalva útvonalon.
1922-ben temetői járatként közlekedett Őrház – Új köztemető útvonalon.
1922. november 18-án Kispest, forgalmi telep – Üllői út – Hungária körút – Simor (ma: Vajda Péter) utca  – Golgota utca – Kőris utca – Karpfenstein (ma: Karácsony Sándor) utca – Népszínház utca – Rókus kórház útvonalon indult el az új 52-es. 1923-ban a kispesti végállomásának nevét módosították: Kispest, forgalmi telep helyett Kispest, Villanytelep lett. 1923 végén megszüntették, de 1924-ben újra elindították. 1927. május 2-ától a Népszínház utca helyett az Üllői úton ment tovább a Mária Terézia laktanyáig, egy hét múlva pedig a Központi Városházáig. 1939. november 20-án a Központi Városházánál lévő végállomást megszüntették, újra a Mária Terézia laktanyáig közlekedett.
1945. április 30-án Kispest, villanytelep és Nagyvárad tér között indult el az 52A villamos, amely május 5-én megszűnt. Az 52-es villamos május 16-án ismét a háború előtti útvonalán közlekedett, de 1947. november 30-ától módosították: a Népligettől a Könyves Kálmán körút – Simor (ma: Vajda Péter) utca – Orczy tér útvonalon közlekedett tovább. 1948. április 11-étől ismét eredeti útvonalán közlekedett. 1953. július 15-én meghosszabbodott a Madách térig. 1956. november 27-étől ideiglenesen 52A jelzésű járat közlekedett Kispest, villanytelep – Száva kocsiszín útvonalon. 1957. január 16-án már teljes vonalon közlekedett az 52-es. 1958. július 7-én üzembe helyezték az új Határ úti hurokvágányt, ennek okán újraindult az 52A betétjárat a munkanapi csúcsidőszakokban a Határ út és a Madách tér között, azonban 1959. április 30-ától már csak a Nagyvárad térig szállított utasokat.
1963. július 24-étől az 52-es északi végállomása a Nyugati pályaudvar lett, majd szeptember 26-án az 52A betétjáratét is ide helyezték át. Ekkor új járat indult 52B jelzéssel a Nagyvárad tér – Marx (ma: Nyugati) tér útvonalon. Az 52B 1966. április 5-én megszűnt, az 52A-t ekkor a Madách térig rövidítették, végül 1970. április 3-án ez is megszűnt.
1976-ban többször változott a vonal forgalmi rendje: május 3-án a Vámház körúti építkezések miatt Marx (ma: Nyugati) tér – Határ út útvonalon, a Szarvas térhez elterelt 47-es és 49-es villamos részleges pótlására újraindult az 52A betétjárat. Június 22-étől az M3-as metró Kálvin téri állomásának építése miatt az 52-es a Kálvin tértől a Villanytelepig, az újonnan indult 52B pedig a Marx (ma: Nyugati) és a Madách tér között járt. Az 52A-t ezzel párhuzamosan megszüntették. Az 52B 1976. július 15-én közlekedett utoljára, helyette ismét az eredeti útvonalukon járt a 47-es és 49-es viszonylat (Marx (ma: Nyugati) tértől Budára). 1977. január 1-jén az M3-as metró első (Deák tér – Nagyvárad tér) szakaszának átadásával az 52-es villamos a Nagyvárad térig rövidült, jelzése pedig 50A-ra módosult.
1980. március 29-én az M3-as metróvonal második szakaszának (Nagyvárad tér – Kőbánya-Kispest) átadása után a Határ útnál átadták az új villamosvégállomást, azóta innen indul Pesterzsébet, Pacsirtatelepre az 52-es villamos. 1981. január 1. és 1984. június 11. között 52A jelzéssel betétjárat is közlekedett Határ út – Gubacsi út útvonalon.
2005. november 23-án a Köteles utca megállóhely kihasználatlanság miatt megszűnt.

### Éjszakai járat
Az 1950-es évek közepétől az 52-es villamos éjszakai is közlekedett. Az 1956-os forradalom alatt forgalma szünetelt, ezt követően 1957. április 19-én indították újra. 1976. június 22-én a Kálvin térig rövidült, majd 1976. december 31-én az M3-as metró első szakaszának (Deák tér–Nagyvárad tér) átadásával jelzése 50-es lett.
Útvonala
- 1956-os menetrend szerint: Kilián laktanya – Pestlőrinc, Béke tér[6]
- 1957-es és 1960-as szerint: Madách tér – Pestlőrinc, Béke tér[7][8]
- 1970-es és 1973-as szerint, 1976 júniusáig: Marx tér – Pestlőrinc, Béke tér[9][10][11][12]
- 1976 júniusától megszűnéséig: Kálvin tér – Pestlőrinc, Béke tér[2][13][14]

## Tervek
A vonal jövője bizonytalan, mivel azt az M5-ös metróval akarják kiváltani. A VEKE szerint a vonalat fel kell újítani, középtávon pedig a Török Flóris utca kétvágányúsításával megszűnhetne a pacsirtatelepi hurok, és a vonal elérné Soroksár-Újtelepet. Ekkor lehetőség nyílna új vonalak beindítására.

## Járművek
2005. október 29-én részleges típuscsere történt a vonalon. Az addig teljes üzemmódban közlekedő UV villamosokat hétköznap este és hétvégén zaj és rezgéscsökkentések miatt TW 6000-es villamosokra cserélték. Az UV villamosok 2006. július 31-ig jártak a vonalon. Ezt követően 2006. augusztus 1-jétől 2008. június 30-ig Ganz csuklósok jártak (ez idő alatt is hétköznap este és hétvégén maradtak a "hannoveriek"), majd 2008. július 1-jétől teljes üzemmódban TW 6000-esek közlekednek a vonalon.

## Útvonala
| Pesterzsébet, Pacsirtatelep felé |
| Határ út M vá. – Ferde utca – Határ út – Török Flóris utca – Nagysándor József utca – Vörösmarty utca – Előd utca – Pesterzsébet, Pacsirtatelep vá.                                   |
| Határ út felé |
| Pesterzsébet, Pacsirtatelep vá. – Előd utca – Török Flóris utca – Székelyhíd utca – Ady Endre utca – Nagysándor József utca – Jókai Mór utca – Határ út – Ferde utca – Határ út M vá. |

## Megállóhelyei
| 0  | Határ út M végállomás                            | 25 | 66, 66B, 66E, 84E, 89E, 94E, 99, 123, 123A, 142E, 194, 194B, 294E 42, 50 626, 628, 629, 660 1080, 1110 |
| 2  | Mészáros Lőrinc utca                             | 23 | 66, 66B, 123, 123A                                                                                     |
| 4  | Nagykőrösi út / Határ út                         | 21 | 3 54, 55, 66, 66B, 66E, 84E, 89E, 94E, 123, 123A, 148, 254E, 255E, 294E                                |
| 6  | Mártírok útja / Határ út                         | 19 | 3 66, 66B, 123, 123A, 148                                                                              |
| 7  | Jókai Mór utca / Határ út                        | 17 | 2B, 3, 51                                                                                              |
| 8  | Ősz utca                                         | ∫  | 2B, 3, 51                                                                                              |
| 10 | Török Flóris utca                                | ∫  | 2B, 51 119, 166, 223E                                                                                  |
| 11 | János tér                                        | ∫  | 2B, 51 119, 166, 223E                                                                                  |
| 13 | Kossuth Lajos utca                               | ∫  | 2B, 51 35, 66, 66B, 119, 148, 166, 223E, 224, 224E                                                     |
| ∫  | Thököly utca                                     | 15 | 2B, 51                                                                                                 |
| ∫  | Kossuth Lajos utca                               | 13 | 2B, 51 66, 66B, 148, 224, 224E                                                                         |
| ∫  | Szabótelep                                       | 12 | 2B, 51 151, 224, 224E                                                                                  |
| ∫  | Vécsey utca                                      | 10 | 2B, 51                                                                                                 |
| ∫  | Szent Imre herceg utca                           | 9  | 2B, 51 35, 151                                                                                         |
| 15 | Nagysándor József utca (↓) Török Flóris utca (↑) | 7  | 2B, 51 35, 151                                                                                         |
| 17 | Vörösmarty utca                                  | ∫  | 2B 151                                                                                                 |
| 19 | Pöltenberg utca                                  | ∫  | 2B |
| 20 | Klapka utca                                      | ∫  | 2B |
| 21 | Akácfa utca                                      | ∫  | 2B |
| 22 | Károly utca                                      | ∫  | 2B |
| 23 | Ábrahám Géza utca                                | ∫  | 2B 36, 135                                                                                             |
| ∫  | Pöltenberg utca                                  | 5  | 2B |
| ∫  | Székelyhíd utca                                  | 4  | 2B 35                                                                                                  |
| ∫  | Wesselényi utca                                  | 3  | 2B 35                                                                                                  |
| ∫  | Frangepán utca                                   | 1  | 2B |
| 25 | Pesterzsébet, Pacsirtatelep végállomás           | 0  | 2B |

## Képgaléria

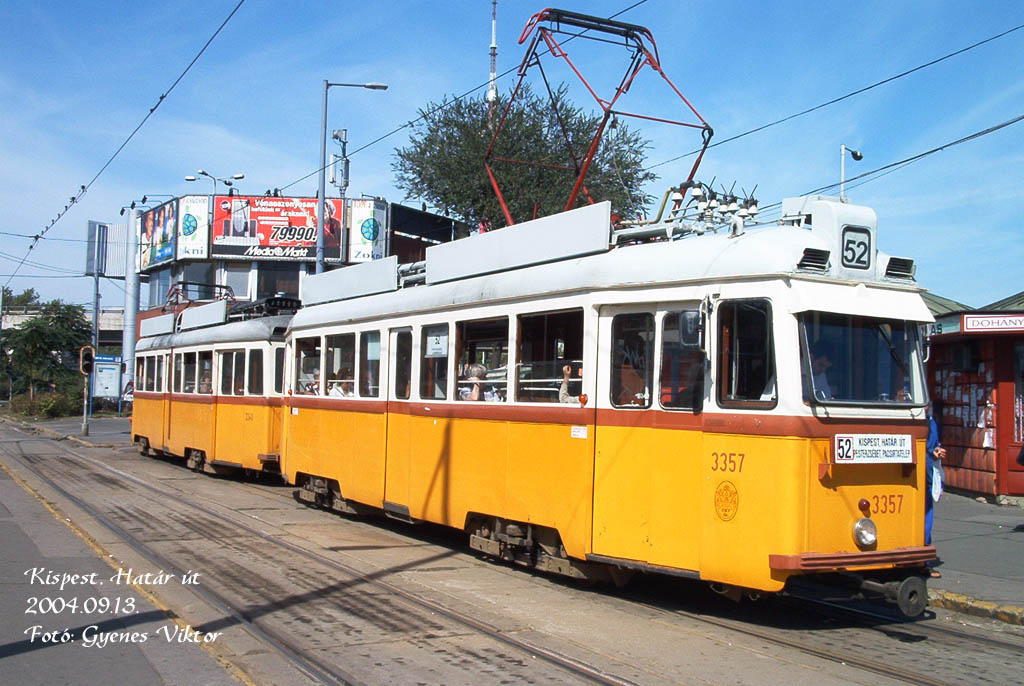
Ganz UV villamos a Határ úti végállomáson 2004-ben
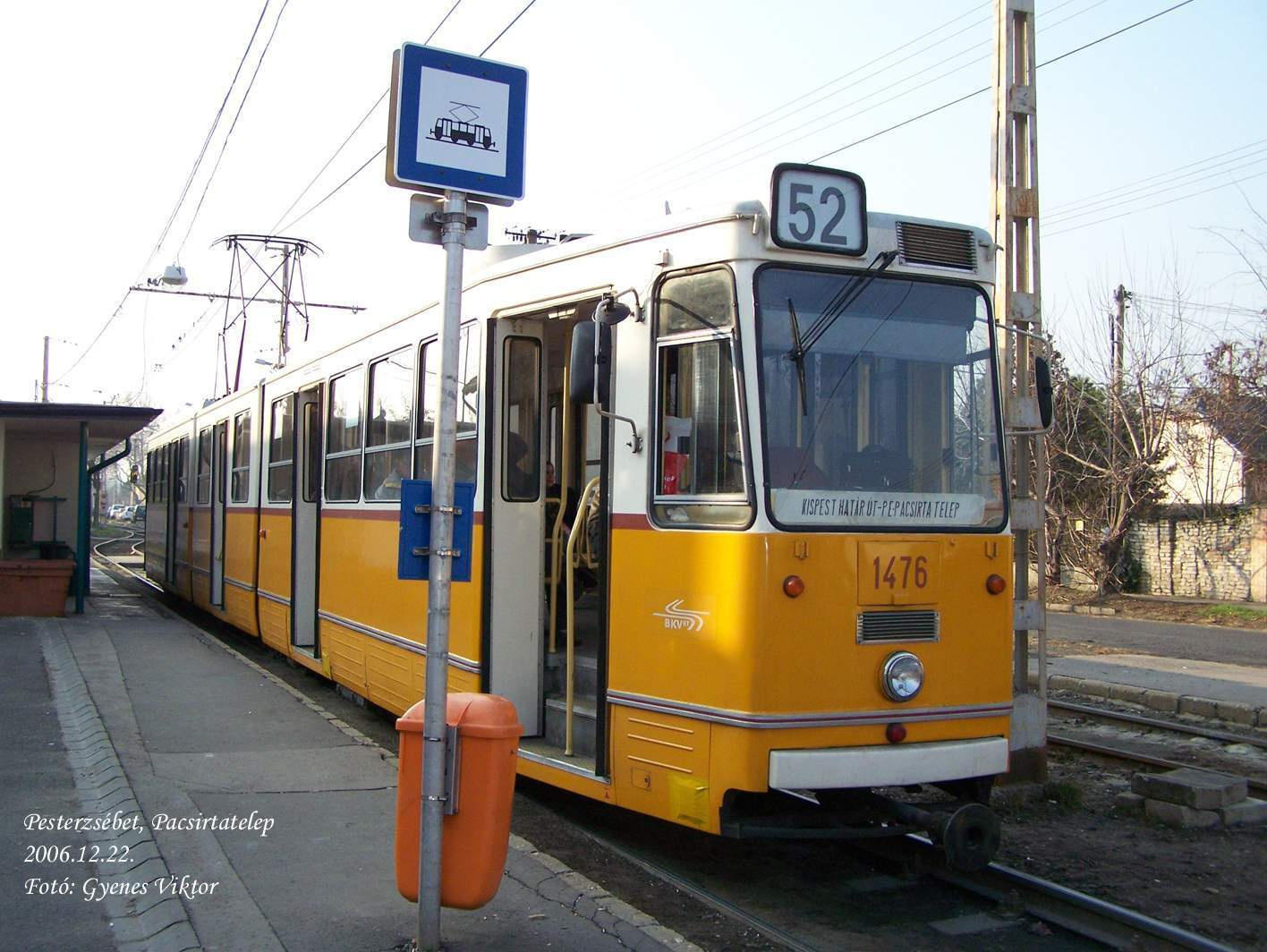
Ganz CSMG villamos a Pacsirtatelepen 2006-ban
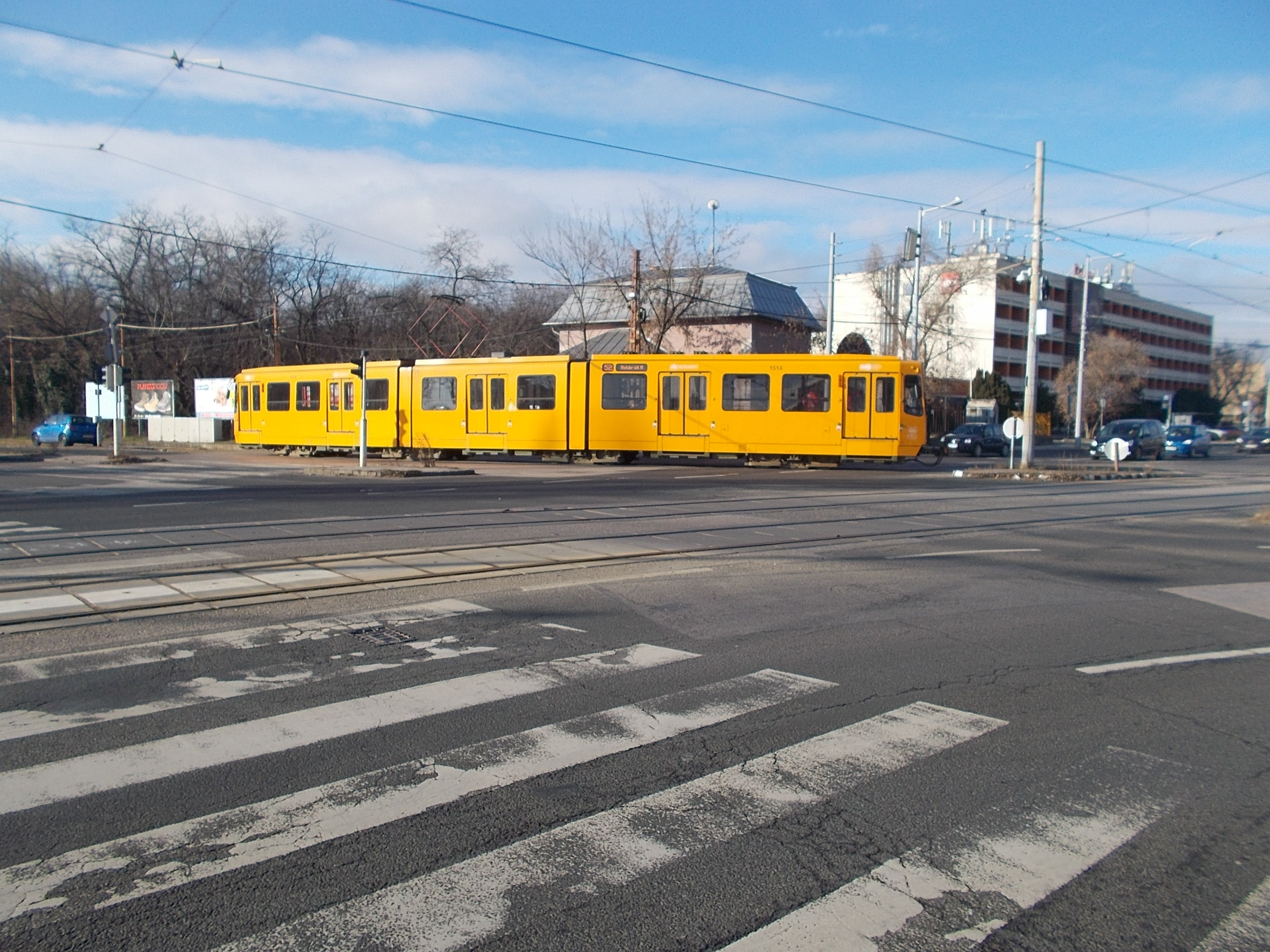
TW 6000 villamos érkezik a Határ úti végállomásra 2018-ban
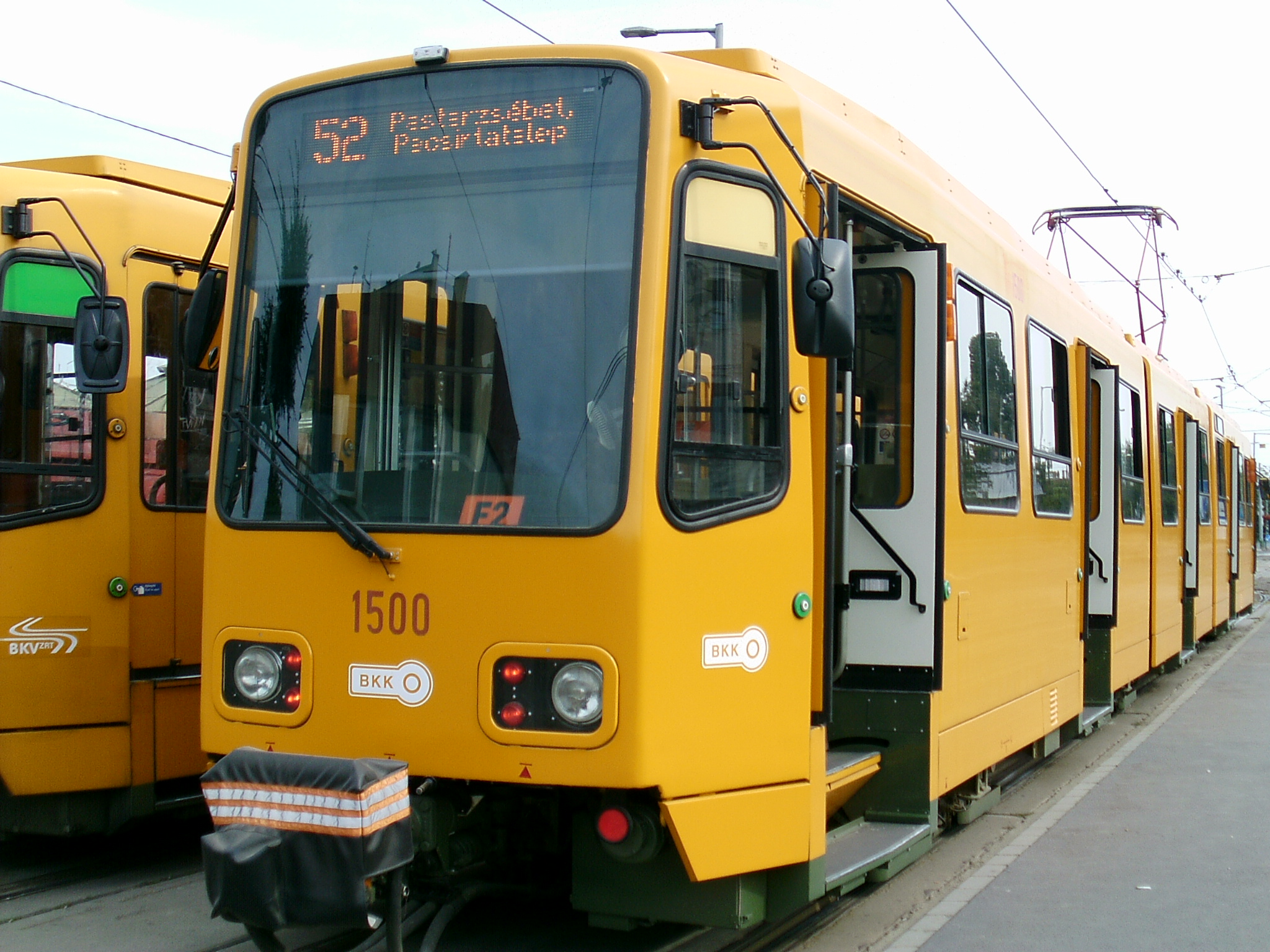
TW 6000 villamos a Határ úti végállomáson